# Gäddtjärnen (Skillingmarks socken, Värmland)
Gäddtjärnen är en sjö i Eda kommun i Värmland och ingår i Göta älvs huvudavrinningsområde.